# Hanns Fischer (Schauspieler)

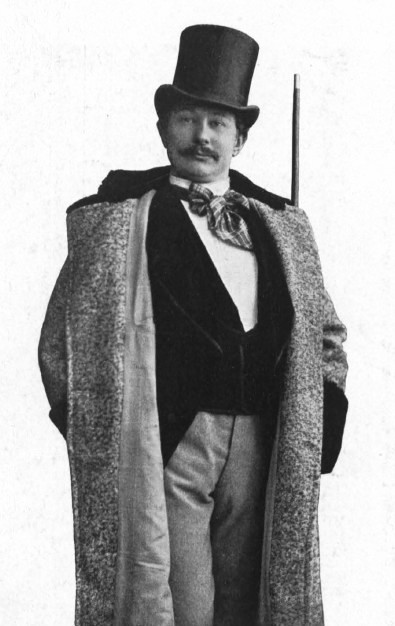
Hanns Fischer 1898 in Fuhrmann Henschel am Deutschen Theater Berlin

Hanns Fischer (* 26. Juli 1865 in Dresden; † 21. August 1952 in Hamburg) war ein deutscher Schauspieler.
Fischer begann seine Karriere, als er von Otto Brahm nach Berlin geholt wurde. Zusammen mit Gerhart Hauptmann konnte er mehrere Uraufführungen feiern. Später ging er zurück nach Dresden, wo er am Dresdner Staatstheater als Regisseur anfing, bis er es später auch leitete. Zuletzt war er am Theater in Hamburg tätig, wo er 1952 an einer Lungenentzündung starb.
Fischer war viele Jahre Ehrenmitglied des Landesverbandes Nordwest der Genossenschaft Deutscher Bühnen-Angehöriger.
Hanns Fischer war Mitglied des Schauspielerensembles sowohl des Altonaer Stadttheaters – am Rande der Königstraße – wie auch später im um 1938 umbenannten "Deutschen Schauspielhaus Hamburg-Altona". Hanns Fischer war gemeinsam mit der Schauspielerin Anna Meyerer Ehrenmitglied des Ensembles. In einer unbekannten Inszenierung spielte er den „Dusterer“ in Ludwig Anzengrubers Der G’wissenswurm.

## Filme
- 1920: Der Dummkopf